# Aphroditidae
Famille
Les Aphroditidae forment une famille de vers marins polychètes.

## Liste des genres
Selon World Register of Marine Species (23 février 2016) :
- genre Aphrodita Linnaeus, 1758
- genre Aphroditella
- genre Aphrogenia Kinberg, 1856
- genre Halogenia
- genre Hermione Blainville, 1828
- genre Hermionopsis Seidler, 1923
- genre Hermonia Hartman, 1959
- genre Heteraphrodita
- genre Hystrix Redi in Claparède, 1868
- genre Laetmonice Kinberg, 1856
- genre Letmonicella Roule, 1898
- genre Milnesia Quatrefages, 1866
- genre Milnesium Quatrefages, 1844
- genre Mus Linnaeus in MciIntosh, 1900
- genre Palaeoaphrodite Alessandrello & Teruzzi, 1986 †
- genre Palmyra Savigny, 1818
- genre Pontogenia Claparède, 1868
- genre Triceratia Haswell, 1883
- genre Vermis Jacobeus in Claparède, 1868

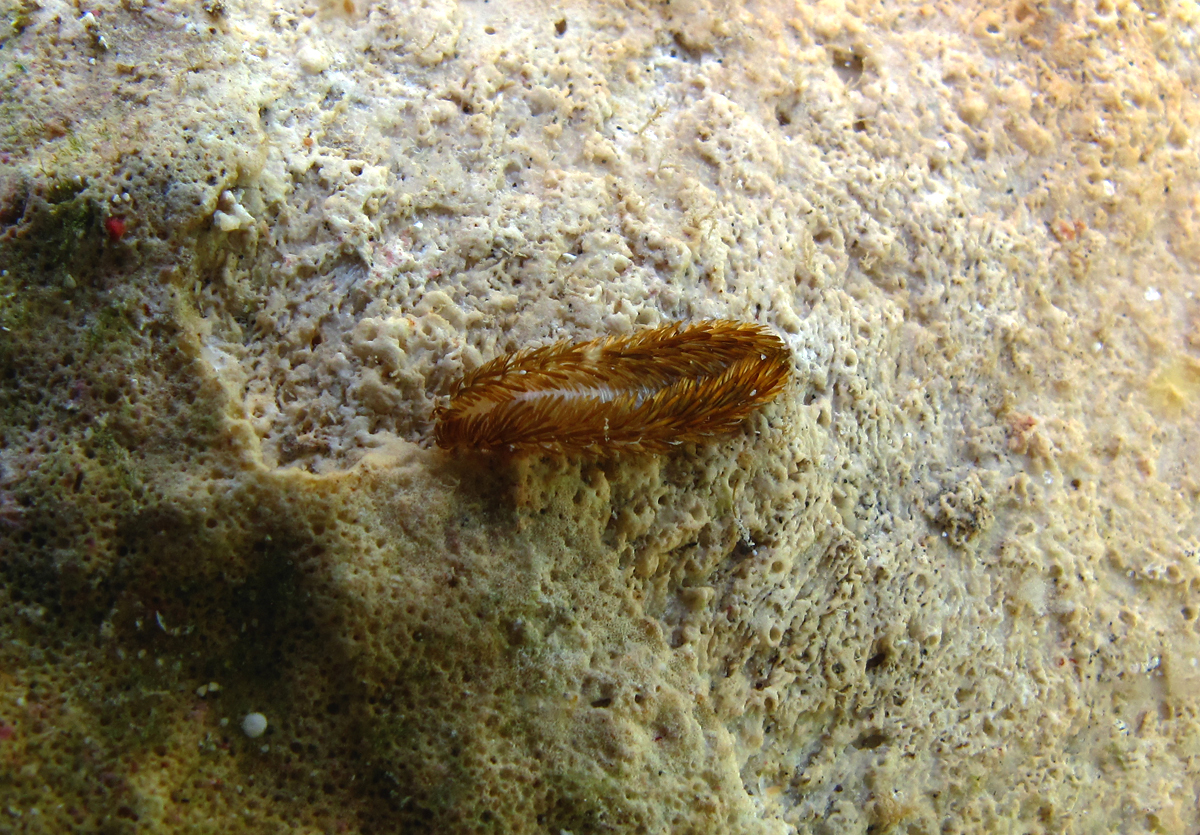
Palmyra aurifera